# Campylomyza pellax
Campylomyza pellax är en tvåvingeart som beskrevs av Frederick Askew Skuse 1888. Campylomyza pellax ingår i släktet Campylomyza och familjen gallmyggor. Inga underarter finns listade i Catalogue of Life.